# Artiómovski
|  | Per a altres significats, vegeu «Artiómovski (Primórie)». |

Artiómovski - Артёмовский (rus) - és una ciutat de l'óblast de Sverdlovsk, a Rússia. Es troba a la vora del riu Bobrovka, un afluent de l'Irbit, a 120 km al nord-est de Iekaterinburg.

## Història
Al començament es fundà un poble el 1665 anomenat Iegórxino. El 1871 s'hi descobrí un jaciment de carbó als voltants del poble. Durant l'època soviètica es construí una vila anomenada Ímeni Artioma prop del jaciment, i ja el 1938 Iegórxino i Ímeni Artioma es fusionaren per formar la vila d'Artiómovski.